# Hadji Pacha
Hadji Pacha ou Hadj Becher ben Ateladja est, de 1543 à 1544 beylerbey, de la régence d'Alger. 

## Biographie
D'origine andalouse, il fut le représentant de la communauté d'origine andalouse au Conseil de guerre d’Alger.

### Le gouvernorat d'Hadji Pacha
Hassan Agha étant tombé en disgrâce lors de son retour de Tlemcen en 1543, la milice des janissaires (Odjak) d'Alger choisit Hadji Pacha comme son successeur. Sa nomination est due à sa compétence militaire et sa bravoure lors du Siège d'Alger en 1541.
Hadji Pacha ne reste gouverneur d'Alger que huit mois, car Khayr ad-Din Barberousse obtient du sultan que son fils Hassan Pacha soit nommé beylerbey de la régence d'Alger.